# Jeff Green
Pour les articles homonymes, voir Green.
Jeffrey Green, né le 28 août 1986 à Cheverly dans le Maryland, est un joueur américain de basket-ball. Il peut jouer ailier fort ou pivot et mesure 2,03 m pour 107 kg.
Après trois saisons universitaires remarquables, Jeff Green se présente à la draft 2007. Sélectionné en cinquième position par les Celtics de Boston, il est transféré immédiatement aux SuperSonics de Seattle qui deviennent une saison plus tard le Thunder d'Oklahoma City. Il est de retour aux Celtics en 2011 après un nouvel échange entre les deux franchises.

## Biographie

### Carrière universitaire
Jeff Green est recruté à Georgetown par l'entraîneur Craig Esherick qui est remplacé par John Thompson III avant l'arrivée de Green à l'université. Dès sa première année universitaire, il est récompensé par le titre de Big East Rookie of the Year 2005 avec Rudy Gay des Huskies de l'université du Connecticut. Il est nommé avec son coéquipier Roy Hibbert dans la All-Big East Second Team en 2006 puis dans la All-Big East First Team l'année suivante. Après ses performances de 30 points contre Notre Dame et 21 points contre Pittsburgh, Green est aussi nommé Most Outstanding Player, soit meilleur joueur, du Big East Tournament remporté par son équipe pour la première fois depuis 1989. Il mène l'équipe au Final Four du tournoi NCAA après des victoires sur Belmont, Boston College, Vanderbilt et les Tar Heels de la Caroline du Nord. Battu par les Buckeyes d'Ohio State de Greg Oden, Jeff Green décide d'arrêter sa carrière universitaire et de se présenter à la draft.

### Carrière en NBA

#### Draft et départ pour Seattle (2007)
Après trois saisons universitaires sous les couleurs des Hoyas de Georgetown dont il était le capitaine, il est drafté le 28 juin 2007 par les Celtics de Boston au cinquième rang du premier tour de la draft 2007, puis est échangé aux SuperSonics de Seattle, pour permettre l'acquisition de Ray Allen.

#### Progression de Seattle à Oklahoma (2007-fév. 2011)
Pour sa première saison en NBA, Jeff Green termine avec une moyenne de 10,5 points par match, avec cinq performances à plus de 20 points. Il inscrit même 35 points avec en plus 10 rebonds contre les Nuggets de Denver. Green dispute 80 matchs avec la franchise, en commençant 52, et est sélectionné pour disputer le T-Mobile Rookie Challenge le 15 février 2008 lors duquel il inscrit 9 points.
La franchise de Seattle déménage ensuite à Oklahoma et devient le Thunder. Jeff Green a David Falk comme agent, celui de Michael Jordan, et est le premier joueur depuis John Lucas III en 2005 à signer avec Falk. Accompagné par la nouvelle star Kevin Durant, Green commence 78 rencontres lors de sa deuxième année dans le championnat nord-américain, ratant quatre matchs à cause d'une blessure. Il réalise 11 double-doubles et participe au match entre les rookies et les sophomores durant le week-end du NBA All-Star Game qu'il remporte avec son coéquipier Durant.

#### Retour à Boston (fév. 2011-jan. 2015)
Le 24 février 2011, il est échangé avec Nenad Krstić contre Kendrick Perkins et Nate Robinson des Celtics de Boston, et retourne donc dans la franchise qui l'avait drafté en 2007. Il doit changer de numéro car le numéro 22 des Celtics est retiré en hommage d'Ed Macauley, et choisit le 8.
Au début de la saison 2011-2012, une anomalie cardiaque est détectée par les médecins du club, il est coupé par les Celtics mais opéré avec succès le 9 janvier 2012 d'une opération sur l’anévrisme aortique, la bonne nouvelle est qu'il pourra rejouer la saison suivante. Il en profite pour passer du temps avec sa famille et terminer ses études en obtenant son diplôme à Georgetown. À la fin de la saison, il reprend l'entraînement intensif avec l'autorisation des médecins.
Le 8 juillet 2012, il paraphe un contrat de 4 ans et 36 millions de dollars avec Celtics signant son retour au club.
Le 18 mars 2013, Jeff Green réalise une performance exceptionnelle face à Miami avec 43 points, 7 rebonds et 4 contres.

#### Grizzlies de Memphis (jan. 2015-fév. 2016)
Le 12 janvier 2015, il est envoyé aux Grizzlies de Memphis dans un échange à trois équipes (Memphis, New Orleans et Boston).
Le 18 juin 2015, il active son option de joueur sur son contrat, lui permettant de rester aux Grizzlies pour la saison NBA 2015-2016.

#### Clippers de Los Angeles (fév.-juin 2016)
Un an plus tard, le 18 février 2016, il est à nouveau échangé aux Clippers de Los Angeles en échange de Lance Stephenson. Il retrouve ainsi son ancien coach Doc Rivers.

#### Magic d'Orlando (2016-2017)
Le 1er juillet 2016 il s'engage 1 an pour 15 millions de dollars au Magic d'Orlando.

#### Cavaliers de Cleveland (2017-2018)
Le 7 juillet 2017, il s'engage 1 an pour 2.3 millions de dollars, soit le minimum vétéran, aux Cavaliers de Cleveland.
Il est champion 2018 de la Conférence Est de la NBA avec les Cleveland Cavaliers.

#### Wizards de Washington (2018-2019)
Le 10 juillet 2018, il signe un contrat avec les Wizards de Washington.

#### Jazz de l'Utah (juil.-déc. 2019)
Le 19 juillet 2019, il signe un contrat avec le Jazz de l'Utah. Le 24 décembre 2019, à la suite du recrutement de Rayjon Tucker, le Jazz se sépare de Green.

#### Rockets de Houston (fév. 2020-nov. 2020)
Le 18 février 2020, il signe un contrat de dix jours avec les Rockets de Houston. Le 28 février 2020, il signe un contrat jusqu'à la fin de la saison NBA 2019-2020.

#### Nets de Brooklyn (2020-2021)
Agent libre, il signe avec les Nets de Brooklyn.

#### Nuggets de Denver (2021-2023)
Lors du marché des agents libres de 2021, Jeff signe un contrat de deux ans et dix millions de dollars avec les Nuggets de Denver. En juin 2023, il devient champion NBA pour la première fois en battant le Heat de Miami lors des Finales NBA 2023.

#### Retour aux Rockets de Houston (depuis 2023)
En juillet 2023, il signe avec les Rockets de Houston un contrat de 6 millions de dollars sur un an.

## Palmarès
- Champion NBA en 2023 avec les Nuggets de Denver
- Champion de la Conférence Ouest en 2023 avec les Nuggets de Denver

## Statistiques

### Universitaires
| Saison    | Équipe     | Matchs | Titul. | Min./m | % Tir | % 3pts | % LF | Rbds/m. | Pass/m. | Int/m. | Ctr/m. | Pts/m. |
| --------- | ---------- | ------ | ------ | ------ | ----- | ------ | ---- | ------- | ------- | ------ | ------ | ------ |
| 2004-2005 | Georgetown | 31     | 31     | 33,7   | 49,8  | 40,7   | 68,6 | 6,52    | 2,90    | 0,87   | 1,65   | 12,84  |
| 2005-2006 | Georgetown | 33     | 33     | 32,5   | 44,5  | 31,5   | 62,4 | 6,55    | 3,27    | 0,94   | 0,97   | 11,91  |
| 2006-2007 | Georgetown | 37     | 37     | 33,3   | 51,3  | 37,5   | 77,5 | 6,38    | 3,19    | 0,81   | 1,16   | 14,27  |
| Carrière  | Carrière   | 101    | 101    | 33,2   | 48,7  | 36,0   | 69,5 | 6,48    | 3,13    | 0,87   | 1,25   | 13,06  |

### Professionnelles
Légende :
| Leader de la ligue | Champion NBA |

gras = ses meilleures performances

#### Saison régulière
| Saison    | Équipe        | Matchs | Titul. | Min./m | % Tir | % 3pts | % LF | Rbds/m. | Pass/m. | Int/m. | Ctr/m. | Pts/m. |
| --------- | ------------- | ------ | ------ | ------ | ----- | ------ | ---- | ------- | ------- | ------ | ------ | ------ |
| 2007-2008 | Seattle       | 80     | 52     | 28,2   | 42,7  | 27,6   | 74,4 | 4,74    | 1,49    | 0,57   | 0,61   | 10,47  |
| 2008-2009 | Oklahoma City | 78     | 78     | 36,8   | 44,6  | 38,9   | 78,8 | 6,65    | 1,99    | 1,04   | 0,42   | 16,54  |
| 2009-2010 | Oklahoma City | 82     | 82     | 37,1   | 45,3  | 33,3   | 74,0 | 5,98    | 1,63    | 1,27   | 0,88   | 15,11  |
| 2010-2011 | Oklahoma City | 49     | 49     | 37,0   | 43,7  | 30,4   | 81,8 | 5,59    | 1,82    | 0,82   | 0,43   | 15,18  |
| 2010-2011 | Boston        | 26     | 2      | 23,5   | 48,5  | 29,6   | 79,4 | 3,31    | 0,73    | 0,50   | 0,62   | 9,77   |
| 2012-2013 | Boston        | 81     | 17     | 27,8   | 46,7  | 38,5   | 80,8 | 3,93    | 1,58    | 0,69   | 0,84   | 12,79  |
| 2013-2014 | Boston        | 82     | 82     | 34,2   | 41,2  | 34,1   | 79,5 | 4,63    | 1,68    | 0,70   | 0,57   | 16,85  |
| 2014-2015 | Boston        | 33     | 33     | 33,1   | 43,4  | 30,5   | 84,0 | 4,27    | 1,61    | 0,82   | 0,39   | 17,58  |
| 2014-2015 | Memphis       | 45     | 37     | 30,3   | 42,7  | 36,2   | 82,5 | 4,16    | 1,80    | 0,58   | 0,47   | 13,07  |
| 2015-2016 | Memphis       | 53     | 31     | 29,1   | 43,1  | 30,9   | 80,0 | 4,55    | 1,85    | 0,75   | 0,36   | 12,19  |
| 2015-2016 | LA Clippers   | 27     | 10     | 26,3   | 42,7  | 32,5   | 61,5 | 3,37    | 1,48    | 0,67   | 0,78   | 10,85  |
| 2016-2017 | Orlando       | 69     | 11     | 22,2   | 39,4  | 27,5   | 86,3 | 3,10    | 1,17    | 0,54   | 0,20   | 9,25   |
| 2017-2018 | Cleveland     | 78     | 14     | 23,4   | 47,7  | 31,2   | 86,8 | 3,15    | 1,27    | 0,53   | 0,44   | 10,85  |
| 2018-2019 | Washington    | 77     | 44     | 27,2   | 47,5  | 34,7   | 88,8 | 4,01    | 1,78    | 0,56   | 0,51   | 12,29  |
| 2019-2020 | Utah          | 30     | 2      | 18,4   | 38,5  | 32,7   | 77,8 | 2,70    | 0,67    | 0,40   | 0,33   | 7,77   |
| 2019-2020 | Houston       | 18     | 2      | 22,6   | 56,4  | 35,4   | 85,7 | 2,89    | 1,67    | 0,78   | 0,50   | 12,22  |
| 2020-2021 | Brooklyn      | 68     | 38     | 27,0   | 49,2  | 41,2   | 77,6 | 3,90    | 1,60    | 0,50   | 0,40   | 11,00  |
| 2021-2022 | Denver        | 75     | 63     | 24,7   | 52,4  | 31,5   | 83,3 | 3,10    | 1,30    | 0,40   | 0,40   | 10,30  |
| 2022-2023 | Denver        | 56     | 4      | 19,5   | 48,8  | 28,8   | 74,4 | 2,60    | 1,20    | 0,30   | 0,30   | 7,80   |
| Carrière  | Carrière      | 1107   | 651    | 28,5   | 44,9  | 33,7   | 80,3 | 4,20    | 1,50    | 0,70   | 0,50   | 12,40  |

Dernière mise à jour le 2 juillet 2023.

#### Playoffs
| Saison   | Équipe        | Matchs | Titul. | Min./m | % Tir | % 3pts | % LF | Rbds/m. | Pass/m. | Int/m. | Ctr/m. | Pts/m. |
| -------- | ------------- | ------ | ------ | ------ | ----- | ------ | ---- | ------- | ------- | ------ | ------ | ------ |
| 2010     | Oklahoma City | 6      | 6      | 37,3   | 32,9  | 29,6   | 85,0 | 4,67    | 1,67    | 0,67   | 0,50   | 11,83  |
| 2011     | Boston        | 9      | 0      | 19,2   | 43,4  | 43,8   | 72,2 | 2,67    | 0,22    | 0,56   | 0,44   | 7,33   |
| 2013     | Boston        | 6      | 6      | 43,0   | 43,5  | 45,5   | 84,4 | 5,33    | 2,33    | 0,33   | 0,67   | 20,33  |
| 2015     | Memphis       | 11     | 2      | 27,1   | 33,3  | 22,2   | 84,6 | 4,73    | 1,73    | 0,45   | 0,45   | 8,91   |
| 2016     | LA Clippers   | 6      | 1      | 26,4   | 45,7  | 40,0   | 60,0 | 3,17    | 0,67    | 1,00   | 0,33   | 10,17  |
| 2018     | Cleveland     | 22     | 2      | 23,8   | 40,8  | 30,0   | 71,7 | 2,41    | 1,45    | 0,32   | 0,68   | 7,73   |
| 2020     | Houston       | 12     | 0      | 28,4   | 49,5  | 42,6   | 82,4 | 5,00    | 1,58    | 0,50   | 0,50   | 11,58  |
| 2021     | Brooklyn      | 6      | 1      | 24,7   | 48,5  | 55,6   | 87,5 | 2,80    | 1,70    | 0,50   | 0,30   | 8,20   |
| 2022     | Denver        | 5      | 5      | 22,6   | 35,3  | 37,5   | 80,0 | 3,60    | 0,40    | 0,60   | 0,40   | 3,80   |
| 2023     | Denver        | 20     | 0      | 17,2   | 45,2  | 32,1   | 89,5 | 1,60    | 0,70    | 0,30   | 0,40   | 4,10   |
| Carrière | Carrière      | 103    | 23     | 25,1   | 41,6  | 36,5   | 78,6 | 3,20    | 1,20    | 0,40   | 0,50   | 8,50   |

Dernière mise à jour le 2 juillet 2023.

## Records sur une rencontre en NBA
Les records personnels de Jeff Green en NBA sont les suivants, :
| Type de statistique        | Saison régulière | Saison régulière        | Saison régulière  | Playoffs | Playoffs                   | Playoffs      |
| Type de statistique        | Record           | Adversaire              | Date              | Record   | Adversaire                 | Date          |
| -------------------------- | ---------------- | ----------------------- | ----------------- | -------- | -------------------------- | ------------- |
| Points                     | 43               | Heat de Miami           | 18 mars 2013      | 27       | Bucks de Milwaukee         | 15 juin 2021  |
| Paniers marqués            | 14               | 5 fois                  | 5 fois            | 9        | Knicks de New York         | 28 avril 2013 |
| Paniers tentés             | 28               | @ Mavericks de Dallas   | 3 novembre 2014   | 22       | Knicks de New York         | 28 avril 2013 |
| Paniers à 3 points réussis | 8                | @ Wizards de Washington | 22 janvier 2014   | 7        | Bucks de Milwaukee         | 15 juin 2021  |
| Paniers à 3 points tentés  | 16               | @ Wizards de Washington | 22 janvier 2014   | 9        | @ Celtics de Boston        | 27 mai 2018   |
| Lancers francs réussis     | 13               | 2 fois                  | 2 fois            | 11       | Knicks de New York         | 3 mai 2013    |
| Lancers francs tentés      | 18               | @ Kings de Sacramento   | 22 février 2014   | 14       | Knicks de New York         | 3 mai 2013    |
| Rebonds offensifs          | 8                | @ Grizzlies de Memphis  | 19 novembre 2007  | 3        | 3 fois                     | 3 fois        |
| Rebonds défensifs          | 11               | 6 fois                  | 6 fois            | 10       | Thunder d'Oklahoma City    | 29 août 2020  |
| Rebonds totaux             | 15               | 2 fois                  | 2 fois            | 10       | Thunder d'Oklahoma City    | 29 août 2020  |
| Passes décisives           | 7                | 2 fois                  | 2 fois            | 5        | @ Warriors de Golden State | 31 mai 2018   |
| Interceptions              | 4                | 9 fois                  | 9 fois            | 3        | 2 fois                     | 2 fois        |
| Contres                    | 5                | @ Suns de Phoenix       | 22 février 2013   | 3        | @ Knicks de New York       | 20 avril 2013 |
| Balles perdues             | 7                | 3 fois                  | 3 fois            | 6        | @ Knicks de New York       | 20 avril 2013 |
| Minutes jouées             | 54               | @ Nets du New Jersey    | 1er décembre 2010 | 48       | Knicks de New York         | 28 avril 2013 |

- Double-double : 42
- Triple-double : 0

Dernière mise à jour : 15 juillet 2022